# Coesula philippina
Coesula philippina là một loài tò vò trong họ Ichneumonidae.